# أغواطيم الشمالية (تمصلوحت)
أغواطيم الشمالية هي إحدى مشيخات المملكة المغربية، تتبع جغرافيا لإقليم الحوز وإداريًا لتمصلوحت. يقدر عدد سكانها بـ 9471 نسمة حسب الإحصاء الرسمي للسكان والسكنى لسنة 2004.